# Pauli Perkonoja
Pauli Kalervo Perkonoja (Messukylä, 19 luglio 1941) è un compositore di scacchi finlandese.
Nato nella località di Messukylä, annessa nel 1947 a Tampere, quando aveva pochi anni si trasferì con la famiglia nei pressi di Turku, dove rimase tutta la vita. Svolse la professione di funzionario delle poste finlandesi. Da quando è stato messo a riposo tra i suoi passatempi sono da citare le parole crociate, delle quali è un eccellente e velocissimo solutore, e la vita all'aria aperta.
È noto soprattutto come compositore di studi, ma ha pubblicato anche diversi problemi.
Nel 1969 ha ricevuto dalla FIDE, tramite la WFCC, il titolo di Maestro Internazionale della composizione.
Fortissimo solutore, nel 1982 è stato il primo a ricevere il titolo di Grande Maestro della soluzione.
Tre volte vincitore del Campionato del mondo individuale di soluzione (1986, 1992, 1995).
Vinse il primo campionato europeo di soluzione scacchistica (Legnica, Polonia, 2005).
|   | a | b | c | d | e | f | g | h |   |
| 8 | d8 re del nero · d7 pedone del nero · f6 re del bianco · b5 cavallo del bianco · d5 torre del bianco · e5 torre del bianco · f4 pedone del nero · c3 pedone del nero · g3 alfiere del nero · b1 torre del nero · d1 cavallo del nero | d8 re del nero · d7 pedone del nero · f6 re del bianco · b5 cavallo del bianco · d5 torre del bianco · e5 torre del bianco · f4 pedone del nero · c3 pedone del nero · g3 alfiere del nero · b1 torre del nero · d1 cavallo del nero | d8 re del nero · d7 pedone del nero · f6 re del bianco · b5 cavallo del bianco · d5 torre del bianco · e5 torre del bianco · f4 pedone del nero · c3 pedone del nero · g3 alfiere del nero · b1 torre del nero · d1 cavallo del nero | d8 re del nero · d7 pedone del nero · f6 re del bianco · b5 cavallo del bianco · d5 torre del bianco · e5 torre del bianco · f4 pedone del nero · c3 pedone del nero · g3 alfiere del nero · b1 torre del nero · d1 cavallo del nero | d8 re del nero · d7 pedone del nero · f6 re del bianco · b5 cavallo del bianco · d5 torre del bianco · e5 torre del bianco · f4 pedone del nero · c3 pedone del nero · g3 alfiere del nero · b1 torre del nero · d1 cavallo del nero | d8 re del nero · d7 pedone del nero · f6 re del bianco · b5 cavallo del bianco · d5 torre del bianco · e5 torre del bianco · f4 pedone del nero · c3 pedone del nero · g3 alfiere del nero · b1 torre del nero · d1 cavallo del nero | d8 re del nero · d7 pedone del nero · f6 re del bianco · b5 cavallo del bianco · d5 torre del bianco · e5 torre del bianco · f4 pedone del nero · c3 pedone del nero · g3 alfiere del nero · b1 torre del nero · d1 cavallo del nero | d8 re del nero · d7 pedone del nero · f6 re del bianco · b5 cavallo del bianco · d5 torre del bianco · e5 torre del bianco · f4 pedone del nero · c3 pedone del nero · g3 alfiere del nero · b1 torre del nero · d1 cavallo del nero | 8 |
| 7 | d8 re del nero · d7 pedone del nero · f6 re del bianco · b5 cavallo del bianco · d5 torre del bianco · e5 torre del bianco · f4 pedone del nero · c3 pedone del nero · g3 alfiere del nero · b1 torre del nero · d1 cavallo del nero | d8 re del nero · d7 pedone del nero · f6 re del bianco · b5 cavallo del bianco · d5 torre del bianco · e5 torre del bianco · f4 pedone del nero · c3 pedone del nero · g3 alfiere del nero · b1 torre del nero · d1 cavallo del nero | d8 re del nero · d7 pedone del nero · f6 re del bianco · b5 cavallo del bianco · d5 torre del bianco · e5 torre del bianco · f4 pedone del nero · c3 pedone del nero · g3 alfiere del nero · b1 torre del nero · d1 cavallo del nero | d8 re del nero · d7 pedone del nero · f6 re del bianco · b5 cavallo del bianco · d5 torre del bianco · e5 torre del bianco · f4 pedone del nero · c3 pedone del nero · g3 alfiere del nero · b1 torre del nero · d1 cavallo del nero | d8 re del nero · d7 pedone del nero · f6 re del bianco · b5 cavallo del bianco · d5 torre del bianco · e5 torre del bianco · f4 pedone del nero · c3 pedone del nero · g3 alfiere del nero · b1 torre del nero · d1 cavallo del nero | d8 re del nero · d7 pedone del nero · f6 re del bianco · b5 cavallo del bianco · d5 torre del bianco · e5 torre del bianco · f4 pedone del nero · c3 pedone del nero · g3 alfiere del nero · b1 torre del nero · d1 cavallo del nero | d8 re del nero · d7 pedone del nero · f6 re del bianco · b5 cavallo del bianco · d5 torre del bianco · e5 torre del bianco · f4 pedone del nero · c3 pedone del nero · g3 alfiere del nero · b1 torre del nero · d1 cavallo del nero | d8 re del nero · d7 pedone del nero · f6 re del bianco · b5 cavallo del bianco · d5 torre del bianco · e5 torre del bianco · f4 pedone del nero · c3 pedone del nero · g3 alfiere del nero · b1 torre del nero · d1 cavallo del nero | 7 |
| 6 | d8 re del nero · d7 pedone del nero · f6 re del bianco · b5 cavallo del bianco · d5 torre del bianco · e5 torre del bianco · f4 pedone del nero · c3 pedone del nero · g3 alfiere del nero · b1 torre del nero · d1 cavallo del nero | d8 re del nero · d7 pedone del nero · f6 re del bianco · b5 cavallo del bianco · d5 torre del bianco · e5 torre del bianco · f4 pedone del nero · c3 pedone del nero · g3 alfiere del nero · b1 torre del nero · d1 cavallo del nero | d8 re del nero · d7 pedone del nero · f6 re del bianco · b5 cavallo del bianco · d5 torre del bianco · e5 torre del bianco · f4 pedone del nero · c3 pedone del nero · g3 alfiere del nero · b1 torre del nero · d1 cavallo del nero | d8 re del nero · d7 pedone del nero · f6 re del bianco · b5 cavallo del bianco · d5 torre del bianco · e5 torre del bianco · f4 pedone del nero · c3 pedone del nero · g3 alfiere del nero · b1 torre del nero · d1 cavallo del nero | d8 re del nero · d7 pedone del nero · f6 re del bianco · b5 cavallo del bianco · d5 torre del bianco · e5 torre del bianco · f4 pedone del nero · c3 pedone del nero · g3 alfiere del nero · b1 torre del nero · d1 cavallo del nero | d8 re del nero · d7 pedone del nero · f6 re del bianco · b5 cavallo del bianco · d5 torre del bianco · e5 torre del bianco · f4 pedone del nero · c3 pedone del nero · g3 alfiere del nero · b1 torre del nero · d1 cavallo del nero | d8 re del nero · d7 pedone del nero · f6 re del bianco · b5 cavallo del bianco · d5 torre del bianco · e5 torre del bianco · f4 pedone del nero · c3 pedone del nero · g3 alfiere del nero · b1 torre del nero · d1 cavallo del nero | d8 re del nero · d7 pedone del nero · f6 re del bianco · b5 cavallo del bianco · d5 torre del bianco · e5 torre del bianco · f4 pedone del nero · c3 pedone del nero · g3 alfiere del nero · b1 torre del nero · d1 cavallo del nero | 6 |
| 5 | d8 re del nero · d7 pedone del nero · f6 re del bianco · b5 cavallo del bianco · d5 torre del bianco · e5 torre del bianco · f4 pedone del nero · c3 pedone del nero · g3 alfiere del nero · b1 torre del nero · d1 cavallo del nero | d8 re del nero · d7 pedone del nero · f6 re del bianco · b5 cavallo del bianco · d5 torre del bianco · e5 torre del bianco · f4 pedone del nero · c3 pedone del nero · g3 alfiere del nero · b1 torre del nero · d1 cavallo del nero | d8 re del nero · d7 pedone del nero · f6 re del bianco · b5 cavallo del bianco · d5 torre del bianco · e5 torre del bianco · f4 pedone del nero · c3 pedone del nero · g3 alfiere del nero · b1 torre del nero · d1 cavallo del nero | d8 re del nero · d7 pedone del nero · f6 re del bianco · b5 cavallo del bianco · d5 torre del bianco · e5 torre del bianco · f4 pedone del nero · c3 pedone del nero · g3 alfiere del nero · b1 torre del nero · d1 cavallo del nero | d8 re del nero · d7 pedone del nero · f6 re del bianco · b5 cavallo del bianco · d5 torre del bianco · e5 torre del bianco · f4 pedone del nero · c3 pedone del nero · g3 alfiere del nero · b1 torre del nero · d1 cavallo del nero | d8 re del nero · d7 pedone del nero · f6 re del bianco · b5 cavallo del bianco · d5 torre del bianco · e5 torre del bianco · f4 pedone del nero · c3 pedone del nero · g3 alfiere del nero · b1 torre del nero · d1 cavallo del nero | d8 re del nero · d7 pedone del nero · f6 re del bianco · b5 cavallo del bianco · d5 torre del bianco · e5 torre del bianco · f4 pedone del nero · c3 pedone del nero · g3 alfiere del nero · b1 torre del nero · d1 cavallo del nero | d8 re del nero · d7 pedone del nero · f6 re del bianco · b5 cavallo del bianco · d5 torre del bianco · e5 torre del bianco · f4 pedone del nero · c3 pedone del nero · g3 alfiere del nero · b1 torre del nero · d1 cavallo del nero | 5 |
| 4 | d8 re del nero · d7 pedone del nero · f6 re del bianco · b5 cavallo del bianco · d5 torre del bianco · e5 torre del bianco · f4 pedone del nero · c3 pedone del nero · g3 alfiere del nero · b1 torre del nero · d1 cavallo del nero | d8 re del nero · d7 pedone del nero · f6 re del bianco · b5 cavallo del bianco · d5 torre del bianco · e5 torre del bianco · f4 pedone del nero · c3 pedone del nero · g3 alfiere del nero · b1 torre del nero · d1 cavallo del nero | d8 re del nero · d7 pedone del nero · f6 re del bianco · b5 cavallo del bianco · d5 torre del bianco · e5 torre del bianco · f4 pedone del nero · c3 pedone del nero · g3 alfiere del nero · b1 torre del nero · d1 cavallo del nero | d8 re del nero · d7 pedone del nero · f6 re del bianco · b5 cavallo del bianco · d5 torre del bianco · e5 torre del bianco · f4 pedone del nero · c3 pedone del nero · g3 alfiere del nero · b1 torre del nero · d1 cavallo del nero | d8 re del nero · d7 pedone del nero · f6 re del bianco · b5 cavallo del bianco · d5 torre del bianco · e5 torre del bianco · f4 pedone del nero · c3 pedone del nero · g3 alfiere del nero · b1 torre del nero · d1 cavallo del nero | d8 re del nero · d7 pedone del nero · f6 re del bianco · b5 cavallo del bianco · d5 torre del bianco · e5 torre del bianco · f4 pedone del nero · c3 pedone del nero · g3 alfiere del nero · b1 torre del nero · d1 cavallo del nero | d8 re del nero · d7 pedone del nero · f6 re del bianco · b5 cavallo del bianco · d5 torre del bianco · e5 torre del bianco · f4 pedone del nero · c3 pedone del nero · g3 alfiere del nero · b1 torre del nero · d1 cavallo del nero | d8 re del nero · d7 pedone del nero · f6 re del bianco · b5 cavallo del bianco · d5 torre del bianco · e5 torre del bianco · f4 pedone del nero · c3 pedone del nero · g3 alfiere del nero · b1 torre del nero · d1 cavallo del nero | 4 |
| 3 | d8 re del nero · d7 pedone del nero · f6 re del bianco · b5 cavallo del bianco · d5 torre del bianco · e5 torre del bianco · f4 pedone del nero · c3 pedone del nero · g3 alfiere del nero · b1 torre del nero · d1 cavallo del nero | d8 re del nero · d7 pedone del nero · f6 re del bianco · b5 cavallo del bianco · d5 torre del bianco · e5 torre del bianco · f4 pedone del nero · c3 pedone del nero · g3 alfiere del nero · b1 torre del nero · d1 cavallo del nero | d8 re del nero · d7 pedone del nero · f6 re del bianco · b5 cavallo del bianco · d5 torre del bianco · e5 torre del bianco · f4 pedone del nero · c3 pedone del nero · g3 alfiere del nero · b1 torre del nero · d1 cavallo del nero | d8 re del nero · d7 pedone del nero · f6 re del bianco · b5 cavallo del bianco · d5 torre del bianco · e5 torre del bianco · f4 pedone del nero · c3 pedone del nero · g3 alfiere del nero · b1 torre del nero · d1 cavallo del nero | d8 re del nero · d7 pedone del nero · f6 re del bianco · b5 cavallo del bianco · d5 torre del bianco · e5 torre del bianco · f4 pedone del nero · c3 pedone del nero · g3 alfiere del nero · b1 torre del nero · d1 cavallo del nero | d8 re del nero · d7 pedone del nero · f6 re del bianco · b5 cavallo del bianco · d5 torre del bianco · e5 torre del bianco · f4 pedone del nero · c3 pedone del nero · g3 alfiere del nero · b1 torre del nero · d1 cavallo del nero | d8 re del nero · d7 pedone del nero · f6 re del bianco · b5 cavallo del bianco · d5 torre del bianco · e5 torre del bianco · f4 pedone del nero · c3 pedone del nero · g3 alfiere del nero · b1 torre del nero · d1 cavallo del nero | d8 re del nero · d7 pedone del nero · f6 re del bianco · b5 cavallo del bianco · d5 torre del bianco · e5 torre del bianco · f4 pedone del nero · c3 pedone del nero · g3 alfiere del nero · b1 torre del nero · d1 cavallo del nero | 3 |
| 2 | d8 re del nero · d7 pedone del nero · f6 re del bianco · b5 cavallo del bianco · d5 torre del bianco · e5 torre del bianco · f4 pedone del nero · c3 pedone del nero · g3 alfiere del nero · b1 torre del nero · d1 cavallo del nero | d8 re del nero · d7 pedone del nero · f6 re del bianco · b5 cavallo del bianco · d5 torre del bianco · e5 torre del bianco · f4 pedone del nero · c3 pedone del nero · g3 alfiere del nero · b1 torre del nero · d1 cavallo del nero | d8 re del nero · d7 pedone del nero · f6 re del bianco · b5 cavallo del bianco · d5 torre del bianco · e5 torre del bianco · f4 pedone del nero · c3 pedone del nero · g3 alfiere del nero · b1 torre del nero · d1 cavallo del nero | d8 re del nero · d7 pedone del nero · f6 re del bianco · b5 cavallo del bianco · d5 torre del bianco · e5 torre del bianco · f4 pedone del nero · c3 pedone del nero · g3 alfiere del nero · b1 torre del nero · d1 cavallo del nero | d8 re del nero · d7 pedone del nero · f6 re del bianco · b5 cavallo del bianco · d5 torre del bianco · e5 torre del bianco · f4 pedone del nero · c3 pedone del nero · g3 alfiere del nero · b1 torre del nero · d1 cavallo del nero | d8 re del nero · d7 pedone del nero · f6 re del bianco · b5 cavallo del bianco · d5 torre del bianco · e5 torre del bianco · f4 pedone del nero · c3 pedone del nero · g3 alfiere del nero · b1 torre del nero · d1 cavallo del nero | d8 re del nero · d7 pedone del nero · f6 re del bianco · b5 cavallo del bianco · d5 torre del bianco · e5 torre del bianco · f4 pedone del nero · c3 pedone del nero · g3 alfiere del nero · b1 torre del nero · d1 cavallo del nero | d8 re del nero · d7 pedone del nero · f6 re del bianco · b5 cavallo del bianco · d5 torre del bianco · e5 torre del bianco · f4 pedone del nero · c3 pedone del nero · g3 alfiere del nero · b1 torre del nero · d1 cavallo del nero | 2 |
| 1 | d8 re del nero · d7 pedone del nero · f6 re del bianco · b5 cavallo del bianco · d5 torre del bianco · e5 torre del bianco · f4 pedone del nero · c3 pedone del nero · g3 alfiere del nero · b1 torre del nero · d1 cavallo del nero | d8 re del nero · d7 pedone del nero · f6 re del bianco · b5 cavallo del bianco · d5 torre del bianco · e5 torre del bianco · f4 pedone del nero · c3 pedone del nero · g3 alfiere del nero · b1 torre del nero · d1 cavallo del nero | d8 re del nero · d7 pedone del nero · f6 re del bianco · b5 cavallo del bianco · d5 torre del bianco · e5 torre del bianco · f4 pedone del nero · c3 pedone del nero · g3 alfiere del nero · b1 torre del nero · d1 cavallo del nero | d8 re del nero · d7 pedone del nero · f6 re del bianco · b5 cavallo del bianco · d5 torre del bianco · e5 torre del bianco · f4 pedone del nero · c3 pedone del nero · g3 alfiere del nero · b1 torre del nero · d1 cavallo del nero | d8 re del nero · d7 pedone del nero · f6 re del bianco · b5 cavallo del bianco · d5 torre del bianco · e5 torre del bianco · f4 pedone del nero · c3 pedone del nero · g3 alfiere del nero · b1 torre del nero · d1 cavallo del nero | d8 re del nero · d7 pedone del nero · f6 re del bianco · b5 cavallo del bianco · d5 torre del bianco · e5 torre del bianco · f4 pedone del nero · c3 pedone del nero · g3 alfiere del nero · b1 torre del nero · d1 cavallo del nero | d8 re del nero · d7 pedone del nero · f6 re del bianco · b5 cavallo del bianco · d5 torre del bianco · e5 torre del bianco · f4 pedone del nero · c3 pedone del nero · g3 alfiere del nero · b1 torre del nero · d1 cavallo del nero | d8 re del nero · d7 pedone del nero · f6 re del bianco · b5 cavallo del bianco · d5 torre del bianco · e5 torre del bianco · f4 pedone del nero · c3 pedone del nero · g3 alfiere del nero · b1 torre del nero · d1 cavallo del nero | 1 |
|   | a | b | c | d | e | f | g | h |   |

Soluzione:
1. Tc5! d6  2. Cxb6 Tb6  3. Re6 Txd6+

4. Rxd6 f3  5. Tcd5 Ce3  6. Td3 Axe5+

7. Rxe5+ Re7!  8. Txe3 f2  9. Rf4+ Rf6

|   | a | b | c | d | e | f | g | h |   |
| 8 | a8 re del nero · d8 cavallo del nero · a7 pedone del bianco · e5 torre del nero · d4 re del bianco · e4 torre del bianco · f3 torre del bianco · a2 pedone del nero · g2 cavallo del nero | a8 re del nero · d8 cavallo del nero · a7 pedone del bianco · e5 torre del nero · d4 re del bianco · e4 torre del bianco · f3 torre del bianco · a2 pedone del nero · g2 cavallo del nero | a8 re del nero · d8 cavallo del nero · a7 pedone del bianco · e5 torre del nero · d4 re del bianco · e4 torre del bianco · f3 torre del bianco · a2 pedone del nero · g2 cavallo del nero | a8 re del nero · d8 cavallo del nero · a7 pedone del bianco · e5 torre del nero · d4 re del bianco · e4 torre del bianco · f3 torre del bianco · a2 pedone del nero · g2 cavallo del nero | a8 re del nero · d8 cavallo del nero · a7 pedone del bianco · e5 torre del nero · d4 re del bianco · e4 torre del bianco · f3 torre del bianco · a2 pedone del nero · g2 cavallo del nero | a8 re del nero · d8 cavallo del nero · a7 pedone del bianco · e5 torre del nero · d4 re del bianco · e4 torre del bianco · f3 torre del bianco · a2 pedone del nero · g2 cavallo del nero | a8 re del nero · d8 cavallo del nero · a7 pedone del bianco · e5 torre del nero · d4 re del bianco · e4 torre del bianco · f3 torre del bianco · a2 pedone del nero · g2 cavallo del nero | a8 re del nero · d8 cavallo del nero · a7 pedone del bianco · e5 torre del nero · d4 re del bianco · e4 torre del bianco · f3 torre del bianco · a2 pedone del nero · g2 cavallo del nero | 8 |
| 7 | a8 re del nero · d8 cavallo del nero · a7 pedone del bianco · e5 torre del nero · d4 re del bianco · e4 torre del bianco · f3 torre del bianco · a2 pedone del nero · g2 cavallo del nero | a8 re del nero · d8 cavallo del nero · a7 pedone del bianco · e5 torre del nero · d4 re del bianco · e4 torre del bianco · f3 torre del bianco · a2 pedone del nero · g2 cavallo del nero | a8 re del nero · d8 cavallo del nero · a7 pedone del bianco · e5 torre del nero · d4 re del bianco · e4 torre del bianco · f3 torre del bianco · a2 pedone del nero · g2 cavallo del nero | a8 re del nero · d8 cavallo del nero · a7 pedone del bianco · e5 torre del nero · d4 re del bianco · e4 torre del bianco · f3 torre del bianco · a2 pedone del nero · g2 cavallo del nero | a8 re del nero · d8 cavallo del nero · a7 pedone del bianco · e5 torre del nero · d4 re del bianco · e4 torre del bianco · f3 torre del bianco · a2 pedone del nero · g2 cavallo del nero | a8 re del nero · d8 cavallo del nero · a7 pedone del bianco · e5 torre del nero · d4 re del bianco · e4 torre del bianco · f3 torre del bianco · a2 pedone del nero · g2 cavallo del nero | a8 re del nero · d8 cavallo del nero · a7 pedone del bianco · e5 torre del nero · d4 re del bianco · e4 torre del bianco · f3 torre del bianco · a2 pedone del nero · g2 cavallo del nero | a8 re del nero · d8 cavallo del nero · a7 pedone del bianco · e5 torre del nero · d4 re del bianco · e4 torre del bianco · f3 torre del bianco · a2 pedone del nero · g2 cavallo del nero | 7 |
| 6 | a8 re del nero · d8 cavallo del nero · a7 pedone del bianco · e5 torre del nero · d4 re del bianco · e4 torre del bianco · f3 torre del bianco · a2 pedone del nero · g2 cavallo del nero | a8 re del nero · d8 cavallo del nero · a7 pedone del bianco · e5 torre del nero · d4 re del bianco · e4 torre del bianco · f3 torre del bianco · a2 pedone del nero · g2 cavallo del nero | a8 re del nero · d8 cavallo del nero · a7 pedone del bianco · e5 torre del nero · d4 re del bianco · e4 torre del bianco · f3 torre del bianco · a2 pedone del nero · g2 cavallo del nero | a8 re del nero · d8 cavallo del nero · a7 pedone del bianco · e5 torre del nero · d4 re del bianco · e4 torre del bianco · f3 torre del bianco · a2 pedone del nero · g2 cavallo del nero | a8 re del nero · d8 cavallo del nero · a7 pedone del bianco · e5 torre del nero · d4 re del bianco · e4 torre del bianco · f3 torre del bianco · a2 pedone del nero · g2 cavallo del nero | a8 re del nero · d8 cavallo del nero · a7 pedone del bianco · e5 torre del nero · d4 re del bianco · e4 torre del bianco · f3 torre del bianco · a2 pedone del nero · g2 cavallo del nero | a8 re del nero · d8 cavallo del nero · a7 pedone del bianco · e5 torre del nero · d4 re del bianco · e4 torre del bianco · f3 torre del bianco · a2 pedone del nero · g2 cavallo del nero | a8 re del nero · d8 cavallo del nero · a7 pedone del bianco · e5 torre del nero · d4 re del bianco · e4 torre del bianco · f3 torre del bianco · a2 pedone del nero · g2 cavallo del nero | 6 |
| 5 | a8 re del nero · d8 cavallo del nero · a7 pedone del bianco · e5 torre del nero · d4 re del bianco · e4 torre del bianco · f3 torre del bianco · a2 pedone del nero · g2 cavallo del nero | a8 re del nero · d8 cavallo del nero · a7 pedone del bianco · e5 torre del nero · d4 re del bianco · e4 torre del bianco · f3 torre del bianco · a2 pedone del nero · g2 cavallo del nero | a8 re del nero · d8 cavallo del nero · a7 pedone del bianco · e5 torre del nero · d4 re del bianco · e4 torre del bianco · f3 torre del bianco · a2 pedone del nero · g2 cavallo del nero | a8 re del nero · d8 cavallo del nero · a7 pedone del bianco · e5 torre del nero · d4 re del bianco · e4 torre del bianco · f3 torre del bianco · a2 pedone del nero · g2 cavallo del nero | a8 re del nero · d8 cavallo del nero · a7 pedone del bianco · e5 torre del nero · d4 re del bianco · e4 torre del bianco · f3 torre del bianco · a2 pedone del nero · g2 cavallo del nero | a8 re del nero · d8 cavallo del nero · a7 pedone del bianco · e5 torre del nero · d4 re del bianco · e4 torre del bianco · f3 torre del bianco · a2 pedone del nero · g2 cavallo del nero | a8 re del nero · d8 cavallo del nero · a7 pedone del bianco · e5 torre del nero · d4 re del bianco · e4 torre del bianco · f3 torre del bianco · a2 pedone del nero · g2 cavallo del nero | a8 re del nero · d8 cavallo del nero · a7 pedone del bianco · e5 torre del nero · d4 re del bianco · e4 torre del bianco · f3 torre del bianco · a2 pedone del nero · g2 cavallo del nero | 5 |
| 4 | a8 re del nero · d8 cavallo del nero · a7 pedone del bianco · e5 torre del nero · d4 re del bianco · e4 torre del bianco · f3 torre del bianco · a2 pedone del nero · g2 cavallo del nero | a8 re del nero · d8 cavallo del nero · a7 pedone del bianco · e5 torre del nero · d4 re del bianco · e4 torre del bianco · f3 torre del bianco · a2 pedone del nero · g2 cavallo del nero | a8 re del nero · d8 cavallo del nero · a7 pedone del bianco · e5 torre del nero · d4 re del bianco · e4 torre del bianco · f3 torre del bianco · a2 pedone del nero · g2 cavallo del nero | a8 re del nero · d8 cavallo del nero · a7 pedone del bianco · e5 torre del nero · d4 re del bianco · e4 torre del bianco · f3 torre del bianco · a2 pedone del nero · g2 cavallo del nero | a8 re del nero · d8 cavallo del nero · a7 pedone del bianco · e5 torre del nero · d4 re del bianco · e4 torre del bianco · f3 torre del bianco · a2 pedone del nero · g2 cavallo del nero | a8 re del nero · d8 cavallo del nero · a7 pedone del bianco · e5 torre del nero · d4 re del bianco · e4 torre del bianco · f3 torre del bianco · a2 pedone del nero · g2 cavallo del nero | a8 re del nero · d8 cavallo del nero · a7 pedone del bianco · e5 torre del nero · d4 re del bianco · e4 torre del bianco · f3 torre del bianco · a2 pedone del nero · g2 cavallo del nero | a8 re del nero · d8 cavallo del nero · a7 pedone del bianco · e5 torre del nero · d4 re del bianco · e4 torre del bianco · f3 torre del bianco · a2 pedone del nero · g2 cavallo del nero | 4 |
| 3 | a8 re del nero · d8 cavallo del nero · a7 pedone del bianco · e5 torre del nero · d4 re del bianco · e4 torre del bianco · f3 torre del bianco · a2 pedone del nero · g2 cavallo del nero | a8 re del nero · d8 cavallo del nero · a7 pedone del bianco · e5 torre del nero · d4 re del bianco · e4 torre del bianco · f3 torre del bianco · a2 pedone del nero · g2 cavallo del nero | a8 re del nero · d8 cavallo del nero · a7 pedone del bianco · e5 torre del nero · d4 re del bianco · e4 torre del bianco · f3 torre del bianco · a2 pedone del nero · g2 cavallo del nero | a8 re del nero · d8 cavallo del nero · a7 pedone del bianco · e5 torre del nero · d4 re del bianco · e4 torre del bianco · f3 torre del bianco · a2 pedone del nero · g2 cavallo del nero | a8 re del nero · d8 cavallo del nero · a7 pedone del bianco · e5 torre del nero · d4 re del bianco · e4 torre del bianco · f3 torre del bianco · a2 pedone del nero · g2 cavallo del nero | a8 re del nero · d8 cavallo del nero · a7 pedone del bianco · e5 torre del nero · d4 re del bianco · e4 torre del bianco · f3 torre del bianco · a2 pedone del nero · g2 cavallo del nero | a8 re del nero · d8 cavallo del nero · a7 pedone del bianco · e5 torre del nero · d4 re del bianco · e4 torre del bianco · f3 torre del bianco · a2 pedone del nero · g2 cavallo del nero | a8 re del nero · d8 cavallo del nero · a7 pedone del bianco · e5 torre del nero · d4 re del bianco · e4 torre del bianco · f3 torre del bianco · a2 pedone del nero · g2 cavallo del nero | 3 |
| 2 | a8 re del nero · d8 cavallo del nero · a7 pedone del bianco · e5 torre del nero · d4 re del bianco · e4 torre del bianco · f3 torre del bianco · a2 pedone del nero · g2 cavallo del nero | a8 re del nero · d8 cavallo del nero · a7 pedone del bianco · e5 torre del nero · d4 re del bianco · e4 torre del bianco · f3 torre del bianco · a2 pedone del nero · g2 cavallo del nero | a8 re del nero · d8 cavallo del nero · a7 pedone del bianco · e5 torre del nero · d4 re del bianco · e4 torre del bianco · f3 torre del bianco · a2 pedone del nero · g2 cavallo del nero | a8 re del nero · d8 cavallo del nero · a7 pedone del bianco · e5 torre del nero · d4 re del bianco · e4 torre del bianco · f3 torre del bianco · a2 pedone del nero · g2 cavallo del nero | a8 re del nero · d8 cavallo del nero · a7 pedone del bianco · e5 torre del nero · d4 re del bianco · e4 torre del bianco · f3 torre del bianco · a2 pedone del nero · g2 cavallo del nero | a8 re del nero · d8 cavallo del nero · a7 pedone del bianco · e5 torre del nero · d4 re del bianco · e4 torre del bianco · f3 torre del bianco · a2 pedone del nero · g2 cavallo del nero | a8 re del nero · d8 cavallo del nero · a7 pedone del bianco · e5 torre del nero · d4 re del bianco · e4 torre del bianco · f3 torre del bianco · a2 pedone del nero · g2 cavallo del nero | a8 re del nero · d8 cavallo del nero · a7 pedone del bianco · e5 torre del nero · d4 re del bianco · e4 torre del bianco · f3 torre del bianco · a2 pedone del nero · g2 cavallo del nero | 2 |
| 1 | a8 re del nero · d8 cavallo del nero · a7 pedone del bianco · e5 torre del nero · d4 re del bianco · e4 torre del bianco · f3 torre del bianco · a2 pedone del nero · g2 cavallo del nero | a8 re del nero · d8 cavallo del nero · a7 pedone del bianco · e5 torre del nero · d4 re del bianco · e4 torre del bianco · f3 torre del bianco · a2 pedone del nero · g2 cavallo del nero | a8 re del nero · d8 cavallo del nero · a7 pedone del bianco · e5 torre del nero · d4 re del bianco · e4 torre del bianco · f3 torre del bianco · a2 pedone del nero · g2 cavallo del nero | a8 re del nero · d8 cavallo del nero · a7 pedone del bianco · e5 torre del nero · d4 re del bianco · e4 torre del bianco · f3 torre del bianco · a2 pedone del nero · g2 cavallo del nero | a8 re del nero · d8 cavallo del nero · a7 pedone del bianco · e5 torre del nero · d4 re del bianco · e4 torre del bianco · f3 torre del bianco · a2 pedone del nero · g2 cavallo del nero | a8 re del nero · d8 cavallo del nero · a7 pedone del bianco · e5 torre del nero · d4 re del bianco · e4 torre del bianco · f3 torre del bianco · a2 pedone del nero · g2 cavallo del nero | a8 re del nero · d8 cavallo del nero · a7 pedone del bianco · e5 torre del nero · d4 re del bianco · e4 torre del bianco · f3 torre del bianco · a2 pedone del nero · g2 cavallo del nero | a8 re del nero · d8 cavallo del nero · a7 pedone del bianco · e5 torre del nero · d4 re del bianco · e4 torre del bianco · f3 torre del bianco · a2 pedone del nero · g2 cavallo del nero | 1 |
|   | a | b | c | d | e | f | g | h |   |

Soluzione:
1. Tf1 Cc6+ 2. Rd3 Cb4+  (2...Ta5 3.Ta1)

3. Txb4 Ce1+ 4. Rc4  (4.Rd2 Td5+)  4...a1=D

(4...Te4+ 5. Rb3 a1=D 6. Tf8+ Rxa7 7. Ta8+ Rxa8 8. Tb8+ Ra7 9. Ta8+ Rxa8)